# Opus musivum

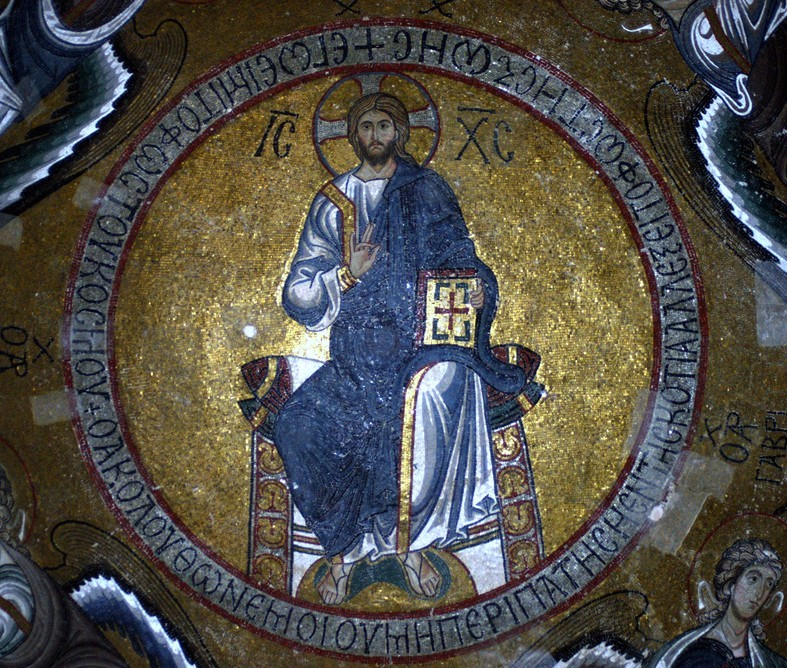
Mozaïek in opus musivum in de kerk van Santa Maria dell'Ammiraglio in Palermo.

Opus musivum, Latijn voor "mozaïekwerk", is een laat-Romeinse en Byzantijnse mozaïektechniek waarbij mozaïeksteentjes ofwel tesserae van gekleurd glas of email werden gebruikt.

## Beschrijving
De techniek werd voornamelijk gebruikt in muurmozaïeken, waarbij de mozaïeksteentjes van glas en/of email waren. Voor de achtergrond werd vaak gelaagd glas gebruikt; hierbij werd bladgoud of zilver tussen twee laagjes glas gezet.
Een groot figuratief mozaïek in opus vermiculatum wordt ook wel opus musivum genoemd. Een klein figuratief werk, vaak centraal in een groter mozaïek geplaatst, heet emblema.

## Geschiedenis
De techniek stamt uit de 1e eeuw en werd oorspronkelijk voornamelijk in baden gebruikt. In het Byzantijnse Rijk werd het vooral in kerken gebruikt.